# 沖直道
沖 直道（おき なおみち、1880年12月25日 - 1932年10月16日）は、日本の陸軍軍人。最終階級は陸軍少将。

## 履歴
1880年（明治13年）、高知県土佐郡小高坂村（現在の高知市）に生まれた。海南中学校を経て、1902年（明治35年）11月、陸軍士官学校（14期）を卒業。1903年（明治36年）6月、歩兵少尉に任官。1912年（大正元年）11月、陸軍大学校（24期）を卒業した。
平和条約実施委員、陸軍大学校兵学教官などを経て、1923年（大正12年）8月、歩兵大佐に昇進し参謀本部運輸課長に就任。1924年（大正13年）7月、歩兵第68連隊長となり、参謀本部運輸課長、陸軍省人事局補任課長を歴任。1929年（昭和4年）8月、陸軍少将に進み歩兵第1旅団長に就任。
1930年（昭和5年）5月、参謀本部第3部長に着任し、陸軍運輸部長、参謀本部付を経て、1932年（昭和7年）8月、予備役に編入。1932年（昭和7年）10月、56歳で死去。

## 参考資料
- 『高知県人名事典』高知市民図書館、1970年。
- 福川秀樹『日本陸軍将官辞典』芙蓉書房出版、2001年。
- 外山操編『陸海軍将官人事総覧 陸軍篇』芙蓉書房出版、1981年。